# Renacer (álbum de Era)
Renacer es el álbum debut del grupo peruano de rock Era, producido entre diciembre de 2004 y marzo de 2005 por el sello discográfico TDV Media.

## Lista de canciones
1. Algo (4:09)
2. Renacer (4:22)
3. Delirio (3:41)
4. Te Escapas (5:01)
5. Esperar (3:45)
6. Esto es vivir (3:27)
7. En Mi (4:09)
8. Tu Lamento (2:53)
9. Prayer (4:21)
10. La danza (5:32)
11. Como saber (3:26)

Todos los temas fueron compuestos por Iván Fajardo. En el tema Te Escapas icontiene un fragmento del tema World in my Eyes, de Depeche Mode.
- Datos: Q2837824